# Liste des maires de Lure

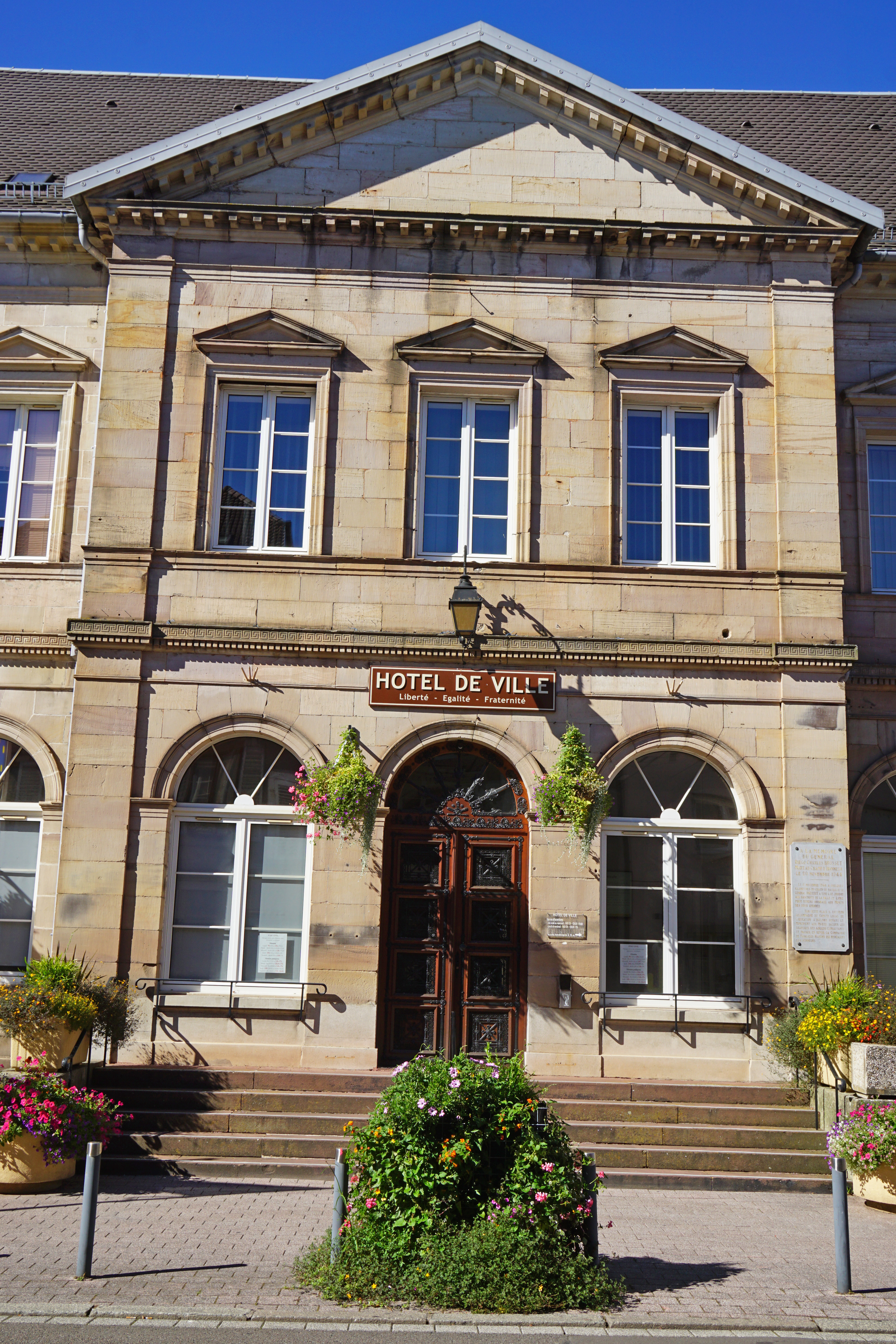
La mairie de Lure.

Cette page présente la liste chronologie des maires de la ville française de Lure. Le hall central de la mairie conserve un portrait de nombreux maires antérieurs.

## Liste des maires
| Période      | Période                   | Identité                                         | Étiquette   | Qualité |
| ------------ | ------------------------- | ------------------------------------------------ | ----------- | --- |
| 1545         | 1545                      | Mougin Tisserand                                 |             | |
| ??           | ??                        | ??                                               |             | |
| 1572         | 1572                      | Jacques Elion                                    |             | |
| ??           | ??                        | ??                                               |             | |
| 1587         | 1587                      | Ambroise Clément                                 |             | |
| ??           | ??                        | ??                                               |             | |
| 1626         | 1626                      | Jean Vinochey                                    |             | |
| ??           | ??                        | ??                                               |             | |
| 1655         | 1655                      | Jean Hannemand                                   |             | |
| 1655         | 1673                      | Valentin Mougey                                  |             | |
| 1673         | 1677                      | Claude Lièvre                                    |             | |
| 1677         | 1680                      | Philippe Siblot                                  |             | |
| 1680         | 1682                      | Jean-Jacques Singlin                             |             | |
| 1683         | 1684                      | Jean Martin                                      |             | |
| 1685         | 1686                      | Claude Beau                                      |             | |
| 1686         | 1686                      | Jean-Jacques Singlin                             |             | |
| 1687         | 1687                      | François Bobale                                  |             | |
| 1687         | 1687                      | Jean-Jacques Singlin                             |             | |
| 1688         | 1688                      | Claude Beau                                      |             | |
| 1689         | 1690                      | Toussain Bourquin                                |             | |
| 1691         | 1691                      | André Gaumer                                     |             | |
| 1692         | 1692                      | Jean-Jacques Singlin                             |             | |
| 1693         | 1693                      | Christophe Mougenot                              |             | |
| 1694         | 1694                      | Jean Baptiste Mougey                             |             | |
| 1695         | 1695                      | Jean-Jacques Singlin                             |             | |
| 1696         | 1696                      | Toussaint Bourquin                               |             | |
| 1697         | 1701                      | Jean Claude Dorin                                |             | |
| 1701         | 1701                      | Antoine Millot                                   |             | |
| 1702         | 1705                      | Jean-Jacques Singlin                             |             | |
| 1706         | 1709                      | Pancras Martin                                   |             | magistrat |
| 1709         | 1710                      | Philippe Ponssot                                 |             | |
| 1711         | 1711                      | Pancras Martin                                   |             | |
| 1712         | 1712                      | Philippe Ponssot                                 |             | |
| 1713         | 1715                      | Toussain Devault                                 |             | |
| 1716         | 1717                      | Pierre Claude Siblot                             |             | |
| 1718         | 1718                      | Pancras Martin                                   |             | |
| 1719         | 1719                      | Delé François Didelot                            |             | |
| 1720         | 1726                      | Claude Simon Siblot                              |             | |
| 1727         | 1727                      | Claude Joseph Dorin                              |             | |
| 1728         | 1728                      | Noël de Laujac                                   |             | |
| 1728         | 1728                      | Pierre Claude Siblot                             |             | |
| 1728(?)      | 1734                      | Pierre Claude Chapuis                            |             | |
| 1734         | 1734                      | Pierre Claude Siblot                             |             | |
| 1734         | 1742                      | Claudes Simon Siblot                             |             | |
| 1742         | 1746                      | François Jacques Treizand                        |             | |
| 1747         | 1757                      | Claude Simon Siblot                              |             | |
| 1757         | 1757                      | Claude Joseph Demouge                            |             | |
| 1758         | 1762                      | François Ignace Parisey                          |             | |
| 1762         | 1765                      | Claude Joseph Demouge                            |             | |
| 1765         | 1767                      | Antoine François Pernel                          |             | |
| 1767         | 1767                      | François Ignace Parisey                          |             | |
| 1768         | 1768                      | Laurent Richard                                  |             | |
| 1769         | 1769                      | Nicolas Chauvier                                 |             | |
| 1769         | 1769                      | Joachim Bomberg                                  |             | |
| 1770         | 1770                      | Antoine François Pernel                          |             | |
| 1771         | 1771                      | Nicolas François Martin                          |             | |
| 1772         | 1773                      | Claude Joseph Demouge                            |             | |
| 1773         | 1774                      | Claude François Jacques                          |             | |
| 1775         | 1781                      | Claude Joseph Michel                             |             | |
| 1782         | 1787                      | Charles Joseph Pelgrin                           |             | |
| 1788         | 1790                      | Claude François Bruno Siblot                     |             | |
| 1790         | 1790                      | Joachim Bomberg                                  |             | |
| 1791         | 1793                      | Félix Albert Bourquin                            |             | |
| 1794         | 1794                      | Antoine Olivier                                  |             | |
| 1795         | 1795                      | Alexis Martelet                                  |             | |
| 1795         | 1800                      | administration cantonale                         |             | |
| 1800         | 1803                      | Claude François Xavier Chauvier                  |             | |
| 1803         | 1806                      | François Joseph Cupillard                        |             | médecin des pauvres |
| 1806         | 1814                      | Jacques Simon Bolot de Chauvillerain (1768-1850) |             | médecin |
| 1814         | avril 1815                | Marie François Xavier Berthod (1763-1818)        |             | avoué, puis président du tribunal de première instance de Lure de 1816 à son décès le 19 août 1818. Chevalier de la Légion d'honneur.                                                                      |
| avril 1815   | juillet 1815              | Alexis Martellet                                 |             | |
| 1815         | 1816                      | Marie François Xavier Berthod                    |             | avoué, puis président du tribunal de première instance de Lure de 1816 à son décès le 19 août 1818. Chevalier de la Légion d'honneur.                                                                      |
| 1816         | 1817                      | Alexis Martelet                                  |             | |
| 1817         | 1818                      | Nicolas Vuilleret de Brotte                      |             | |
| 1818         | 1822                      | Pierre François Honoré Boileau                   |             | Président du tribunal |
| 1822         | 1831                      | Auguste parmentier                               |             | |
| 1831         | 1832                      | Claude Henri Jourdain                            |             | |
| 1832         | 1835                      | Auguste Perret                                   |             | |
| 1835         | 1838                      | Charles François Grandmougin                     |             | |
| 1838         | 1843                      | Jean Baptiste Coutherut                          |             | |
| 1843         | 1846                      | Auguste Parmentier                               |             | |
| 1846         | 1848                      | Alexis Martelet                                  |             | |
| 1848         | 1863                      | Eugène Grobert                                   |             | notaire |
| 1863         | 1864                      | Bruno Rodolphe Prinet                            |             | |
| 1864         | 1878                      | François Thiébaud Martelet                       |             | |
| 1878         | 1881                      | Charles Coutherut                                |             | |
| 1881         | 1882                      | Antoine Boisson                                  |             | |
| 1882         | 1887                      | Auguste Frechin                                  |             | |
| 1887         | 1908                      | Joseph Constant Lotz                             |             | |
| 1908         | 1912                      | Alphonse Boileau                                 |             | |
| 1912         | 1925                      | Henri Marsot                                     |             | |
| 1925         | 1936                      | Charles Cotin                                    |             | |
| 1936         | 1944                      | Emile Jeandel                                    |             | épicier |
| 1944         | 1965                      | Georges Péquegnot                                |             | |
| 1965         | 1971                      | Jacques Cordonnier                               |             | |
| 1971         | 1983                      | Henri Courtois                                   | MRG         | |
| mars 1983    | mars 1989                 | Jean Hertz                                       | DVG         | Conseiller général de Lure (1973 → 1985) Conseiller général de Lure-Nord (1985 → 1992) |
| 1989         | 1995                      | Gilles Roy                                       | DVD         | Conseiller général de Lure (1992 → 1998) |
| juin 1995    | janvier 2007              | Michel Federspiel                                | DVG puis PS | Conseiller général de Lure-Nord (1998 → 2011) Démissionnaire |
| janvier 2007 | En cours (au 27 mai 2020) | Éric Houlley                                     | PS          | Professeur de sciences économiques et sociales Conseiller régional de Franche-Comté (2004 → 2015) 3e vice-président du conseil régional de Bourgogne-Franche-Comté (2015 →) Réélu pour le mandat 2020-2026 |